# Stemma delle Isole Canarie
Lo stemma della comunità autonoma delle Isole Canarie è ufficiale dal 1982.
La legge organica 10/1982 del 10 agosto sullo Statuto di Autonomia delle Isole Canarie stabilisce, nel suo sesto articolo: «Le Isole Canarie hanno un proprio scudo, la cui descrizione è questa: in un campo d'azzurro ha sette isole d'argento ben disposte, due, due, due ed una, quest'ultima in punta. Come campana, una corona reale chiusa, sormontata da un nastro d'argento con il motto Oceano e come sorreggono due cani del suo colore.

## Polemica sui cani nello stemma
Negli ultimi tempi è nata una controversia intorno alla rappresentazione dei cani (Cane da presa canario) sullo scudo. 
Questo fatto ha in parte motivato il Governo delle Isole Canarie ad aver soppresso i due cani nelle forme ufficiali e negli edifici pubblici, nonostante siano stati mantenuti nello stemma delle Isole Canarie.